# ذهان منبه
الذهان المنبه هو اضطراب نفسي يتميز بأعراض ذهانية (مثل الهلوسة، وجنون العظمة، والأوهام، واضطراب الفكر، والسلوك المضطرب) ويحدث عادة بعد جرعة زائدة أو بعد عدة أيام من «الإسراف» في المنبهات النفسية، ومع ذلك، أُبلغ أيضًا عن حدوثه عند حوالي 0.1% من الأفراد، أو عند 1 من كل 1000 شخص خلال الأسابيع العديدة الأولى من بدء العلاج بالأمفيتامين أو الميثيل فينيدات. يعتمد حدوث ذهان الميثامفيتامين، أو التأثيرات طويلة المدى لاستخدام المنشطات الدماغية (على المستوى الجزيئي) أيضًا على الجينات وقد يستمر حدوث ذلك لمدة معينة.
أكثر العوامل المسببة شيوعًا هي الأمفيتامينات، بما فيها الكاثينونات، وبعض مثبطات امتصاص الدوبامين مثل الكوكايين والفينيدات.

## العلامات والأعراض
تختلف أعراض الذهان المنبه باختلاف الدواء المتناول، ولكنها تتضمن عمومًا أعراض الذهان العضوي مثل الهلوسة، والأوهام، وجنون الارتياب، واضطراب الفكر. قد تشمل الأعراض الأخرى الهوس والسلوكيات الخاطئة، والعدوانية.

## الأسباب

### الأمفيتامينات
من المعروف أن الأدوية من فئة الأمفيتامينات، أو الأمفيتامينات البديلة، تحفز «الذهان الأمفيتاميني» عادةً عند إساءة استخدامها بشكل مزمن أو استخدامها بجرعات عالية. في دراسة أسترالية على 309 من مستخدمي الميثامفيتامين النشطين، عانى 18% منهم من الذهان السريري. تشمل الأمفيتامينات الشائعة الميثامفيتامين والإيفيدرين وMDMA «الإكستاسي»، بالإضافة إلى الكاثينونات مثل الميثكاثينون والميتيل انديوكسيبيروفاليرون والميفيدرون، وصُنع مؤخرًا عدد كبير من المركبات والأدوية الأخرى ذات الصلة. تُلحَق الميثيل فينيدات أحيانًا بشكل غير صحيح في هذه الفئة، على الرغم من أنه يسبب الذهان المنبه أيضًا.
تشمل أعراض الذهان الأمفيتاميني الهلوسة السمعية والبصرية، وجنون العظمة، وأوهام الاضطهاد، ووهام المعاني المرجعية وحالة الوعي الواضح والانفعالات الشديدة. بحسب دراسة يابانية عن التعافي من ذهان الميثامفيتامين كان معدل الشفاء 64% في غضون 10 أيام، وارتفع إلى 82% بعد 30 يومًا من التوقف عن تناول الميتامفيتامين. ومع ذلك اقتُرح أن حوالي 5-15% من المستخدمين يفشلون في تحقيق الشفاء التام على المدى الطويل. وقد تعود حالة الذهان حتى بعد جرعة صغيرة. لوحظ أيضًا أن الإجهاد النفسي قد يكون عامل خطر مستقل لانتكاس الذهان حتى بدون استخدام الأمفيتامين في حالات معينة.
تتشابه أعراض ذهان الأمفيتامين الحاد مع أعراض المرحلة الحادة من الفصام، على الرغم من أن الهلوسة البصرية في ذهان الأمفيتامين أكثر شيوعًا واضطراب التفكير أندر. قد يكون ذهان الأمفيتامين مرتبطًا فقط بتعاطي المخدرات بكثرة، أو قد يؤدي الاستخدام المفرط للمخدرات إلى الإصابة بمرض انفصام الشخصية. توجد بعض الأدلة على أن التعرض لذهان الأمفيتامين والفصام ذو أساس وراثي. يُعتبر أن أقارب مستخدمي الميثامفيتامين الذين لديهم تاريخ من الذهان الأمفيتاميني هم أكثر عرضة للإصابة بالفصام بخمس مرات من أقارب مستخدمي الميثامفيتامين الذين ليس لديهم تاريخ من الذهان الأمفيتاميني. غالبًا يُعرف الاضطراب عن طريق اختفاء الأعراض في الذهان الأمفيتاميني، بينما من المرجح أن يتبع الفصام مسارًا مزمنًا.
على الرغم من ندرته وعدم الاعتراف به رسميًا، قد تحدث حالة تعرف باسم ذهان انسحاب الأمفيتامين (AWP) عند التوقف عن استخدام الأمفيتامين البديل، ومثلما يوحي الاسم، يتضمن الذهان الذي يظهر عند سحب (التوقف عن أخذ) الأمفيتامينات المستبدلة. ومع ذلك، على عكس الاضطرابات المماثلة، ستقلل الأمفيتامينات المستبدلة الأعراض بدلاً من زيادتها، ويختفي الذهان أو الهوس مع استئناف جدول الجرعات السابق.

### الكوكايين
للكوكايين قدرة مماثلة على إحداث الذهان المؤقت، فقد أبلغ أكثر من نصف متعاطي الكوكايين عن بعض الأعراض الذهانية على الأقل في مرحلة ما. تشمل الأعراض النموذجية للمصابين أوهام بجنون بأنهم مُلاحقين وأن هناك من يراقبهم بسبب تعاطيهم للمخدرات، إضافة إلى الهلوسة التي تدعم معتقداتهم الوهمية.  من الأعراض الشائعة أيضًا الداء الطفيلي الوهمي المترافق مع التنميل.
يُظهر الذهان الناجم عن الكوكايين حساسية تجاه التأثيرات الذهانية للدواء. وهذا يعني أن الذهان يصبح أكثر حدة مع الاستخدام المتقطع المتكرر.

### الفينيدات
تشترك الميثيل فينيدات ونظائرها مثل الإيثيل فينيدات و4-فلوروميثيل فينيدات، والآيزوبروبيل فينيدات) في خصائص دوائية مماثلة لمثبطات امتصاص النوربينفرين والدوبامين. قد يؤدي التعاطي المزمن للميثيل فينيدات إلى الذهان. أبلغ عن آثار جانبية نفسية مماثلة عند دراسة الإيثيل فينيدات. لا يوجد أي دراسات تتعلق بالذهان و4-فلوروميثيل فينيدات، أو الآيزوبروبيل فينيدات، ولكن نظرًا لارتفاع ارتباط ناقل الدوبامين ونشاط الامتصاص الخلوي، توجد إمكانية لحدوث الذهان المنبه.

### مادة الكافيين
يوجد أدلة محدودة على أنه قد يحفز الكافيين، بجرعات عالية أو عند إساءة استخدامه بشكل مزمن، حدوث الذهان عند الأفراد العاديين ويزيد من سوء الذهان الموجود مسبقًا عند مرضى الفصام.

## التشخيص

### التشخيص التفريقي
على الرغم من أنه أقل شيوعًا من الذهان المنبه، لكن قد تسبب المنشطات مثل الكوكايين والأمفيتامينات وكذلك عقار فينسيكليدين (أو ما يُعرف بغبار الملاك) أيضًا نظريًا حالة خطيرة ومهددة للحياة تُعرف باسم الهذيان المثار. الحالة عبارة عن مزيج من الهذيان، والإثارة الحركية النفسية، والقلق، والأوهام، والهلوسة، واضطرابات الكلام، والارتباك، والسلوك العنيف والغريب، وعدم الحساسية للألم، وارتفاع درجة حرارة الجسم، والهستيريا. على الرغم من بعض أوجه التشابه السطحية في الأعراض، لكن الهذيان المثار هو حالة مميزة (وأكثر خطورة) من الذهان المنبه. وجود الهذيان المُثار قيد المناقشة حاليًا.

## الانتقال إلى مرض انفصام الشخصية
وجدت المراجعة المنهجية والتحليل التلوي لعام 2019 التي أجراها موري وزملاؤه أن النسبة المجمعة للانتقال من الذهان الناجم عن الأمفيتامين إلى الفصام كانت 22% (5 دراسات ذات نسبة تتراوح من 14% حتى 34%). كان هذا أقل من القنب (34%) والمهلوسات (26%)، ولكنه أعلى من المواد الأفيونية (12%) والكحول (10%) والمهدئات (9%) المنبهة للذهان. كانت معدلات الانتقال أقل قليلاً عند الأفراد الأكبر سناً ولكنها لم تتأثر بالجنس أو بلد الدراسة أو موقع المستشفى أو المجتمع أو البيئة الحضرية أو الريفية أو طرق التشخيص أو مدة المتابعة.

## العلاج
يتكون العلاج بشكل أساسي من تقديم رعاية داعمة أثناء مرحلة التسمم الحاد: الحفاظ على الترطيب ودرجة حرارة الجسم وضغط الدم ومعدل ضربات القلب عند مستويات مقبولة من أجل استقلاب الدواء بشكل كافٍ للسماح للعلامات الحيوية بالعودة إلى الطبيعي. ثبت أن مضادات الذهان النموذجية وغير التقليدية مفيدة في المراحل المبكرة من العلاج. في حالة الذهان المستمر بعد الاستخدام المتكرر للمنشطات، هناك حالات يكون فيها العلاج بالصدمات الكهربائية مفيدًا. ويتبع ذلك الامتناع عن المنشطات النفسية وأخذ الأدوية التي تساعد على منع الانتكاس واستئناف الحالة الذهانية.